# 無声音
無声音（むせいおん、英: voiceless sound）は音声学において声帯振動を伴わない音である。すなわち言語音を調音する際、肺からの呼気が喉頭を通る時に喉頭上部にある声帯を震動させずそのまま通り抜けて出る音である。対義語は有声音。
国際音声記号では [◌̥] と表記する。子音のうち、破裂音 p, p̪, t̪, t, ʈ, c, k, q 並びに摩擦音 ɸ, f
, θ, s, ʃ, ʂ, ç, x, χ, ħ, h などが無声音である。

## 各言語の無声音
日本語や英語などの言語においては、破裂音・摩擦音における有声音と無声音の差異で意味を区別する。一方、中国語や朝鮮語などの場合、有声音と無声音ではなく、有気音と無気音の差異で意味を区別する。
チベット語には、無声の l [l̥] （lhasa, ラサなど）や m [m̥] がある。

## 無声化
無声化（、英: devoicing）は有声音が無声音として発される現象である。

### 各言語の無声化
日本語の共通語や東日本の大部分の方言では、無声子音にはさまれた、または無声子音に続く狭母音（u, i など）が無声音になる傾向があり、母音の無声化という（くさ、した、です、など）。
またドイツ語、ロシア語などで語末の有声子音字は無声子音として発音され、これを子音の無声化という。ほかにも語尾阻害音無声化（、英: Final-obstruent devoicing）などが知られる。